# Vida del ahorcado
Vida del ahorcado es una novela corta del escritor ecuatoriano Pablo Palacio, publicada en noviembre de 1932 en los Talleres Nacionales de Quito. La novela consiste en un collage de viñetas inconexas de carácter surrealista y onírico que se intercalan con la historia de Andrés Farinango, el ahorcado al que hace referencia el título, a lo largo de varias situaciones relatadas desde su mirada introspectiva.
La obra lleva el subtítulo Novela subjetiva y fue el último libro publicado por Palacio antes de dejar la literatura.

## Argumento
La novela empieza la primera mañana de mayo en el momento en que Andrés despierta. El personaje se encuentra "en un cubo parecido a aquel en que todos los hombres despiertan" y escucha una voz que lo llama por su nombre y que pronto reconoce como su propia voz. Luego hace un llamado para que más personas, a quienes califica como "compatriotas", ingresen al cubo con él y los llama a rebelarse contra los poderosos, aunque al final identifica a sus interlocutores como muy débiles para vencer el yugo.
Andrés conoce a una mujer llamada Ana, de quien queda enamorado. Luego continúan una serie de viñetas enlazadas por sus pensamientos, entre las que destaca la titulada "10", que relata el suicidio en masa de un grupo de estudiantes que acusan a su maestro de ser un "majadero". Andrés besa los labios de Ana y vienen a su mente una serie de recuerdos que se convierten en nuevas divagaciones, cada una sobre situaciones que vivió con Ana y que dejan ver que Andrés ha perdido la noción del tiempo. Posteriormente Andrés le reafirma su amor a Ana una noche en que dormían juntos, aunque le confiesa la incomodidad que sentía al seguir viviendo en un "cubo". Inmediatamente después empieza otra sección notable titulada "La rebelión del bosque", en que un grupo de árboles discuten sobre cómo rebelarse contra los hombres, pero al final terminan convenciéndose de que los propios árboles son sus enemigos.
Una noche Andrés sueña que tiene un hijo al que intenta explicarle el mundo, pero fracasa al darse cuenta de que su hijo no le entiende y que ni siquiera él comprende realmente la existencia, por lo que mata a su hijo para que no tenga que experimentar su misma angustia. Tiempo después es detenido y llevado a juicio por el asesinato de su hijo, a pesar de que declara que todo había sido un sueño. Es declarado culpable por no ser parte de la sociedad, pero todo se oscurece antes de escuchar la sentencia.
Andrés es encontrado ahorcado en su habitación por la policía y la novela termina indicando que el final se conecta con el inicio para volver a empezar y finaliza con la frase "Tal era su iluminado alucinamiento".

## Publicación

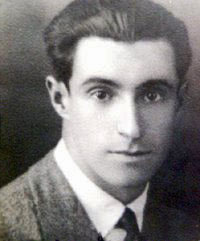
Retrato de Pablo Palacio

Palacio finalizó la escritura de la obra en mayo de 1931, fecha en que envió el manuscrito a Benjamín Carrión con el encargo de que lo ayudara a buscar una editorial para publicarla en España. Carrión fracasó en su intento de encontrarle editorial, como también falló el catedrático lojano Carlos Manuel Espinosa. Durante los meses siguientes, Palacio publicó varios fragmentos de la novela en las revistas Elan (Quito) y Hontanar (Loja), las mismas en las que publicaban sus textos varios autores de tendencias literarias similares a Palacio. Vida del ahorcado fue finalmente publicada en su totalidad en noviembre de 1932.

## Recepción
La recepción inicial de Vida del ahorcado estuvo más dividida que las de los libros anteriores de Palacio, principalmente por el auge que estaba experimentando en la literatura ecuatoriana el realismo social, tendencia influenciada por la Revolución rusa y los postulados estéticos de Andrei Zhdanov. Entre las críticas negativas de la época, se cuenta la de José Joaquín Silva, que afirmó que Palacio representaba "al arte burgués, al arte puro y deshumanizado" y que "la estética nueva sin contenido revolucionario es específicamente burguesa y está condenada a desaparecer". El catedrático Saúl T. Mora se quejó de que Palacio "no hace nada por el grupo social", aunque también calificó de bellas las secciones: "Subasta de volcanes", "Rebelión en el bosque" y "Diálogo y ventana".
Entre las opiniones iniciales positivas destaca la del político y escritor peruano Luis Alberto Sánchez, quien criticó el realismo social ecuatoriano y alabó la novela al llamarla "colección de páginas ácidas, zumbonas, elegíacas de cuando en cuando", además de elogiar el carácter universal de la trama. Benjamín Carrión también fue de opinión favorable, aseverando que en la obra "aquellas características tan suyas de humor implacable, tocaron límites difíciles de superar".
Las opiniones divididas se acentuaron en las décadas siguientes, a medida que el realismo social se posicionaba en el canon literario nacional. A finales de los años 50, el escritor Edmundo Ribadeneira criticó la obra por lo que consideraba falta de posicionamiento político y ausencia de temas relacionados con la realidad ecuatoriana. En un estudio introductorio de un libro de narradores ecuatorianos publicado en 1960, el crítico literario Galo René Pérez criticó el carácter fragmentario de la obra, asegurando que "corta el hilo de la narración a cada instante, no tanto por voluntad artística ni caprichoso afán de originalidad, cuanto porque esas incoherencias son las que reclama su espíritu ciegamente".
A partir de mediados de la década de 1960, la obra de Palacio empezó un proceso de redescubrimiento que trajo opiniones más favorables a la novela. En 1969, el poeta Jorge Carrera Andrade aseveró, en relación con Vida del ahorcado, que "en toda la literatura ecuatoriana no tiene parangón esta novela fragmentada en mil facetas, por donde atraviesa el pávido relámpago mental que llevó a su autor a los antros de la locura".

### Disputa con Gallegos Lara
La aparición de la novela sacó a flote la disputa entre las dos corrientes literarias principales en el Ecuador de la época: el realismo social, representado por los integrantes del Grupo de Guayaquil, y la vanguardia, cuyo principal exponente fue Palacio; disputa que en un sentido más profundo se refería al papel de la literatura y del escritor como agentes de cambio social. Poco después de la publicación de Vida del ahorcado, Joaquín Gallegos Lara, miembro del Grupo de Guayaquil, publicó un artículo titulado "Izquierdismo confusionista" donde realizaba una crítica ideológica de Palacio por no posicionar su literatura a favor del proletariado, aseverando que por no "darse cuenta contra quién disparar. Disparó contra todos y contra sí mismo". Señaló además, en relación con la novela:

Se admira en ella la inteligencia. Pero se la encuentra fría, egoísta y se puede ver al fin, que Pablo Palacio no ha podido olvidar su mentalidad de clase, que tiene un concepto mezquino, clownesco y desorientado de la vida, propia en general de las clases medias(...) Trata con un izquierdismo confusionista las cuestiones políticas. Todo ello lo hace sistemáticamente, con un estilo apto para expresar su actitud. Después de leer Vida del ahorcado nos queda una sensación si, admirativa a medias, a medias repelente.

Palacio no respondió de forma pública a Gallegos Lara, pero el 5 de enero de 1933 envió al escritor Carlos Manuel Espinosa una carta que no fue publicada hasta después de su muerte en la que reafirmaba su tendencia socialista y diferenciaba su enfoque literario del de Gallegos Lara, respondiendo a sus críticas en los siguientes términos:

Yo entiendo que hay dos literaturas que siguen el criterio materialístico; una de lucha, de combate, y otra que puede ser simplemente expositiva. Respecto a la primera está bien todo lo que él dice: pero respecto a la segunda, rotundamente, no. Si la literatura es un fenómeno real, reflejo fiel de las condiciones materiales de vida, de las condiciones económicas de un momento histórico, es preciso que en la obra literaria se refleje fielmente lo que es y no el concepto romántico o aspirativo del autor. Desde este punto de vista, vivimos en momentos de crisis, en momento decadentista, que debe ser expuesto a secas, sin comentarios. Dos actitudes existen, pues, para mí en el escritor: la del encauzador, la del conductor y reformador ‒no en el sentido acomodaticio y oportunista‒ y la del expositor simplemente, y este último punto de vista es el que me corresponde: el descrédito de las realidades presentes, descrédito que Gallegos mismo encuentra a medias admirativo, a medias repelente, porque esto es justamente lo que quería: invitar al asco de nuestra vida actual.

Alfredo Pareja Diez Canseco publicó en 1933 un ensayo titulado La dialéctica en el arte en el que pese a no nombrar directamente Vida del ahorcado criticaba el vanguardismo en términos similares a Gallegos Lara, afirmando que era producto de una "tendencia confusionista" y que ostentaba un "individualismo extremista" en que se exalta el "artificio cerebral" en lugar del "artificio de la vida".
Palacio abandonó la ficción tras la publicación del libro, aunque nunca dijo que su retiro estuviera influenciado por esta controversia. Para 1934 el realismo social ya se había convertido en la tendencia hegemónica única en la literatura nacional.